# Interstate Highway System
Dwight D. Eisenhower National System of Interstate and Defense Highways, obvykle nazývaný Interstate Highway System (česky Systém mezistátních silnic) je systém dálnic v USA, které tvoří významnou část širšího systému National Highway System. Systém se rozprostírá po celém hlavním spojitém území USA, ale jeho součástí jsou také silnice na Havaji, na Aljašce a na Portoriku. Celková délka systému je 77556 km. Hlavní fáze výstavby probíhala mezi lety 1956 až 1992.

## Standardy, parametry, současnost
Přestože většina ceny výstavby jednotlivých úseků byla financována federální vládou, dálnice jsou vlastněny státy na jejichž území se nacházejí. Všechny dálnice v systému musí splňovat federální standardy, především omezení přístupu či minimalizaci využití světelné signalizace a musí být vybaveny standardizovaným dopravním značením.
Dálnice využívají číslování, v němž jsou nejvýznamnější komunikace označeny jedno- či dvoučíselným kódem, kratší propojky jsou pak označeny kódem se třemi čísly, přičemž dvě poslední čísla odpovídají značení nadřazené "mateřské" komunikace. Interstate Highway System je zčásti financován prostřednictvím fondu Highway Trust Fund, jehož financování je zajištěno prostřednictvím federální spotřební daně z pohonných hmot. Přestože federální zákony původně zakazovaly výběr mýtného, některé ze silnic zařazených v systému jsou v současnosti zpoplatněné prostřednictvím výběru mýtného.
V roce 2016 zhruba čtvrtina vozokilometrů v USA ujela vozidla po některé ze součástí Interstate Highway System.
V současnosti existují plány na několik nových tras v rámci systému.

## Historie vzniku
Federální vláda začala s financováním výstavby silnic už prostřednictvím zákona Federal Aid Road Act z roku 1916 a snahy o výstavbu národní sítě silnic započaly už prostřednictvím přijetí zákona Federal Aid Highway Act z roku 1921.
Poté, co se Dwight D. Eisenhower stal v roce 1953 prezidentem, začala jeho administrativa připravovat návrhy na výstavbu mezistátního systému dálnic. Tyto plány paradoxně vznikaly bez ohledu na již desetiletí rozvíjené plány na Interstate Highway System, o nichž prezident neměl žádné informace. Eisenhower nicméně přichází s novým impulsem, který zajistil, že k realizaci systému víceméně v dříve naplánované podobě nakonec skutečně došlo. Výsledkem tohoto snažení byl Federal Highway Act z roku 1956.
Výstavba systému byla prohlášena za ukončenou v roce 1992, přestože mezitím došlo ke zrušení přípravy několika plánovaných tras a některé trasy byly dokončeny s parametry neodpovídajícími federálním standardům. Cena výstavby systému byla celkem asi 114 miliard dolarů. Původní systém byla na mnoha místech upravován a rozšiřován.

### Inspirace v Evropě a Clay Committee
Ještě v roli nejvyššího velitele spojeneckých sil v Evropě během 2. světové války se Eisenhower podrobně seznámil se systémem německých dálnic. Ty zásadně pomáhaly se zásobováním spojeneckých vojsk postupujících po vylodění v Normandii směrem na východ. Klíčovou roli v tomto zásobování hrálo spojení Red Ball Express. Ústřední postavou této logistické operace byl generálporučík Lucius Clay.
Po svém zvolení prezidentem se Eisenhower rozhodl systém podobný tomu německému vybudovat také v USA. Lucius Clay byl přizván do čela tzv. Clay Committee, která měla vyhodnotit smysluplnost projektu a stanovit základní principy výstavby. V rozhodnutí o vybudování tohoto systému hrály stejnou měrou roli výhody pro přepravu nákladů, zvýšení bezpečnosti silničního provozu, nutnost vybudování systému umožňujícího rychlou evakuaci co největšího počtu obyvatel velkých aglomerací v případě jaderného útoku a snaha o vytvoření systému umožňujícího armádní přesuny a zásobování jednotek jak v rámci vyvažování sil, tak v případě "horkého" válečného konfliktu.

### Federal Highway Act
Na základě výstupů Clay Committee došlo k vypracování návrhu zákona, který by stanovil rámec pro vybudování dálničního systému a především by zajistil jeho financování. Klíčovou osobou v rámci přípravy tohoto zákona byl v komisi Frank Turner. První verze zákona nicméně neprošla při hlasování v Senátu 25. května 1955 a zdálo se, že šance na prosazení zákona znamenajícího obrovský zásah do fungování státních financí, nemá šanci být schválen. Zásadní roli však sehrála publikace General Location of National System of Interstate Highways Including All Additional Routes at Urban Areas, která vešla ve známost pod názvem Yellow Book. Tým Franka Turnera do ní v průběhu roku 1955 shrnul v přehledné schematické formě již existující plány jednotlivých států na vybudování dálnic uvnitř a v okolí měst na jejich území. Přestože se jednalo o ideový dokument, značná část navržených tras se následně relativně přesně promítla do skutečného trasování dálnic systému. Brožurka byla na konci roku 1955 distribuována všem členům Kongresu. Vyjednáváním s jednotlivými státy a se zástupci dopravců bylo dosaženo zásadních úprav původního zákona. Došlo k jeho rozdělení na dvě části, které v dubnu 1956 prošly velkou většinou Kongresem. Po dalších úpravách v Senátu nakonec došlo 26. června 1956 ke schválení zákona pod názvem Federal-Aid Highway Act. Zákon pak prezident podepsal 29. června 1956 ve vojenské nemocnici Walter Reed Army Medical Center.

## Kritika
Jedním z kontroverzních principů systému je průjezd dálnic intravilánem měst. Destruktivní potenciál tohoto přístupu si údajně uvědomil již v počátečních fázích výstavby sám iniciátor projektu Eisenhower, nicméně ke změně přístupu již nedošlo.